# Who's Afraid of Little Old Me?
«Who's Afraid of Little Old Me?» — пісня американської співачки та авторки пісень Тейлор Свіфт з її одинадцятого студійного альбому The Tortured Poets Department (2024). Свіфт у співпраці з Джеком Антоноффом написала пісню в жанрі камерної поп-музики з елементами південної готичної тематики. Музична композиція характеризується густим ехо та використанням струнних інструментів. Текст пісні базується на роздумах Свіфт про власний шлях до слави в підлітковому віці. В ньому вона проводить паралелі між собою та міфологічним образом злої відьми або ув'язненої тварини, а також аналізує автобіографічні події, які, на її думку, вплинули на формування її характеру.
Критики висловили різні думки щодо пісні «Who's Afraid of Little Old Me?». Деякі критики висловили думку про те, що композиція має складну структуру, а текст є заплутаним. Інші — високо оцінили музичні елементи та відзначили гостроту та вражаючий характер тексту. Пісня зайняла дев'яту позицію в чарті Billboard Global 200 та увійшла до топ-10 музичних чартів в Австралії, Канаді, Новій Зеландії та США. Їй також було присвоєно срібну сертифікацію у Великій Британії. Починаючи з травня 2024 року, пісня стала постійною частиною сет-листа туру The Eras Tour.

## Музика та слова
У коментарі для Amazon Music Тейлор Свіфт розповіла про процес створення пісні «Who's Afraid of Little Old Me?». Вона зазначила, що написала її самостійно за піаніно, роздумуючи над тим, як її рання популярність вплинула на її особистість. За її словами, існує соціальний консенсус щодо того, що публічні особи підлягають підвищеному суспільному контролю, що може призводити до підвищеної критики їхньої поведінки; «Ми ведемо їх крізь вогонь випробувань. Ми стаємо свідками їх творчих мук і судимо їхні плоди. Нам подобається спостерігати, як мистецтво народжується з болю. Можливо, ми навіть підсвідомо підштовхуємо митців до страждань, аби побачити, на що вони здатні.».
Тейлор Свіфт створила пісню «Who's Afraid of Little Old Me?» у співпраці з Джеком Антоноффом. Антонофф взяв на себе роль продюсера, програміста, а також виконав деякі інструментальні партії, зокрема на синтезаторах (Juno, Муга, M1, мелотрон), барабанах, басі, електрогітарі, фортепіано та віолончелі. Трек було записано Джонатаном Лоу, Джеком Меннінгом, Джоуї Міллером і Лаурою Сіск у студіях звукозапису Conway, Electric Lady та Esplanade. Дана композиція є десятим треком альбому The Tortured Poets Department, випущеному лейблом Republic Records 19 квітня 2024 року.
«Who's Afraid of Little Old Me?» — це камерна поп-композиція з елементами південної готики. В аранжуванні використовуються струнні інструменти та ефект щільного ехо, а бридж містить резонуючий бас. У тексті пісні Свіфт використовує літературні прийоми для детального опису свого бачення публічного образу. У першій частині пісні Свіфт відповідає на критику («Якщо ти хотів моєї смерті, слід було просто сказати/ Ніщо не вдихає у мене більше життя»), а в приспіві використовує образ відьми як художній засіб для передачі емоційного стану («І я зіскочу із шибениці, полину твоєю вулицею/ Зіпсую вечірку, наче подряпина на платівці, кричачи/ „Хто боїться безневинну мене?“/ Вам слід боятися»). У наступному куплеті пісні Свіфт описує своє виховання в суворих умовах та демонструє байдужість до чуток про своє особисте життя («Я була покірна та смирна/ допоки життя в цирку не зробило мене лихою»). Вона надає детальний опис процесу адаптації до культурних норм, які були притаманні середовищу її виховання: «Ти приручив мене, кинув у клітку і назвав скаженою».
Деякі музичні критики виявили схожість тематики цієї пісні з темою самокритики та невдоволення собою, яка присутня в пісні Тейлор Свіфт «Anti-Hero» (2022). У рецензії для Rolling Stone Роб Шеффілд назвав пісню «Who's Afraid of Little Old Me?» готичною мелодрамою жахів з комічними нотками, яка досліджує тему американського дівоцтва. Він також зазначив, що пісня є концептуальним продовженням пісні «Mirrorball» з альбому Folklore і демонструє вплив роману Мері Шеллі «Франкенштейн» 1818 року. У своїй рецензії для Vulture Крейг Дженкінс висловив припущення, що ліричний зміст пісні можна розглядати як вияв прагнення до містичної помсти, що має паралелі з історичними процесами над відьмами та літературним твором «Керрі». Vogue Australia розглянув можливість того, що назва є літературною алюзією на п'єсу 1962 року «Хто боїться Вірджинії Вульф? (англ. Who's Afraid of Virginia Woolf?), яка описує складні стосунки в шлюбі.

## Рецензії критиків
Критики висловили різні думки щодо пісні „Who's Afraid of Little Old Me?“. Деякі критики зазначили, що загальний настрій пісні був похмурим, який міг ускладнити її сприйняття. На думку Марка Севідж з Бі-Бі-Сі, тема пісні була непристойною та злорадною, а звучання — придушеним. Олівія Горн із Pitchfork зазначає, що неоднозначна подача персонажа Свіфт (як відьми і як циркової тварини) створює ефект „заплутаності“ ліричних образів, а Джонатан Кіф із журналу Slant Magazine негативно оцінив текст, зазначивши його надмірну деталізацію, і відхилив спробу пісні продемонструвати Свіфт у її найбільш гострому стилі. Джон Парелес з Нью-Йорк таймс зазначив, що в треку відсутні елементи, характерні для пісні „Anti-Hero“, такі як „грайливість і самоаналіз“. На його думку, трек сприймається як переважно меланхолійний або агресивний. Джон Вольмахер з Beats Per Minute зазначив, що композиція має одночасно театральні та лоу-фай елементи, а текст пісні, який можна охарактеризувати як мстивий, здається суперечливим на тлі позитивного сприйняття Свіфт у ЗМІ та серед слухачів.
З позитивного боку, Джеффрі Дейвіс з PopMatters відзначив, що трек є найкращим в альбомі, зазначивши, що він демонструє циклічність негативної реакції на творчість Свіфт, яка, за його словами, продовжує надихати її на нову музику. Лаура Снейпс з The Guardian зазначила, що ліричний зміст пісні демонструє новий рівень прямолінійності в текстах Свіфт, відрізняючись від більш стриманого тону попередньої роботи „Anti-Hero“». Марія Шерман з Associated Press визначила пісню як композицію, що поєднує елементи попередніх альбомів Тейлор Свіфт: «музичну амбітність» «Folklore» та «Evermore» і гостру «чутливість» «Reputation», при цьому демонструючи більшу глибину та складність. Райан Фіш в The Hollywood Reporter's розташував пісню «Who's Afraid of Little Old Me?» на четвертому місці у своєму рейтингу 31 композицій альбому, обґрунтувавши це переконливим образом відьми, створеним Свіфт, та наявністю в аранжуванні елементів, які сприяють активній реакції аудиторії.
у своєму рейтингу поставив «Who's Afraid of Little Old Me?» на 4 місце із 31 треку в альбомі, вважаючи зображення «відьмацької персони» Свіфт переконливим і кажучи, що у постановці є «гук», «[потрібний], щоб натовп кричав її на стадіоні».

## Комерційний успіх
Пісні з альбому The Tortured Poets Department зайняли 14 позицій у рейтингу Billboard Hot 100; «Who's Afraid of Little Old Me?» посіла дев'яте місце в музичному чарті. Цей результат зробив Тейлор Свіфт першою артисткою, яка одночасно займала перші чотирнадцять позицій у цьому чарті. В Австралії пісня досягла 9 місця в чарті синглів ARIA і зробила її виконавицею із найбільшою кількістю пісень-релізів за один тиждень — 29. «Who's Afraid of Little Old Me?» посіла 9 місце в Billboard Global 200 та увійшла до чартів Канади й Новій Зеландії (топ-10), Сінгапуру (14), Філіппін (20), Португалії (22), Люксембургу (23), Швейцарії (23), і Бельгії (25). Пісня отримала срібну сертифікацію від British Phonographic Industry (BPI).

## Живі виступи
Свіфт включила пісню «Who's Afraid of Little Old Me?» в оновлений сет-лист її концертного туру The Eras Tour, починаючи з травневих концертів 2024 року в Парижі. Вона використала у своєму номері рухому дзеркальну платформу, створивши ефект невагомості. The Scotsman назвав виступ найкращим номером концерту, оскільки він мав «найгучніше підспівування тієї ночі». Billboard відзначив цей трек як один з найкращих серед нових доповнень до сет-листу, підкресливши його високу якість у живому виконанні та відповідність концепції мюзиклу «Жіноча лють: Мюзикл» (англ. «Female Rage: the Musical»).

## Персонал
Взято з приміток до «The Tortured Poets Department».
| - Тейлор Свіфт — вокал, автор пісень, продюсер - Джек Антонофф — продюсер, програмування, барабани, Juno, Муга, бас, електрогітара, піаніно, M1, мелотрон, віолончель - Шон Хатчінсон — ударні, інжиніринг - Майкл Рідлбергер — перкусія, інжиніринг - Еван Сміт — синтезатор, інжиніринг - Зем Ауду — синтезатор, інжиніринг - Майкі Фрідом Харт — синтезатор, інжиніринг - Аарон Десснер — фортепіано - Лаура Сіск — інжиніринг |  | - Олі Джейкобс — інжиніринг - Джоуї Міллер — інжиніринг - Джонатан Лоу — інжиніринг - Джек Меннінг — інженерна допомога - Джон Шер — інженерна допомога - Джессі Солон Снайдер — інженерна допомога - Джо Колдуелл — інженерна допомога - Сербан Генеа — зведення - Брайс Бордоне — мікс-інжиніринг - Ренді Меррілл — мастеринг |

## Чарти
| Чарт (2024)                       | Найвища позиція |
| --------------------------------- | --------------- |
| Аргентина (Argentina Hot 100)     | 85              |
| Австралія (ARIA)                  | 9               |
| Бельгія (Billboard)               | 25              |
| Бразилія (Brasil Hot 100)         | 60              |
| Канада (Canadian Hot 100)         | 10              |
| Чехія (Singles Digitál Top 100)   | 44              |
| Данія (Tracklisten)               | 31              |
| Франція (SNEP)                    | 90              |
| Global 200 (Billboard)            | 9               |
| Греція International (IFPI)       | 16              |
| Литва (AGATA)                     | 55              |
| Люксембург (Billboard)            | 23              |
| Нова Зеландія (Recorded Music NZ) | 10              |
| Норвегія (VG-lista)               | 38              |
| Філіппіни (Billboard)             | 20              |
| Польща (Polish Streaming Top 100) | 76              |
| Португалія (AFP)                  | 22              |
| Сінгапур (RIAS)                   | 14              |
| Іспанія (PROMUSICAE)              | 70              |
| Швеція (Sverigetopplistan)        | 39              |
| Швейцарія (Schweizer Hitparade)   | 23              |
| UK Singles (OCC)                  | 51              |
| UK Streaming (OCC)                | 13              |
| США Billboard Hot 100             | 9               |

## Сертифікації
| Регіон                                                      | Сертифікація | Продажі |
| ----------------------------------------------------------- | ------------ | ------- |
| Велика Британія (BPI)                                       | Срібний      | 200 000 |
| продажі+прослуховування, що базуються лише на сертифікаціях |              |         |